# Lauren Grandt
Pour les articles homonymes, voir Grandt.
Laura Grandt (née Daisy Verdoucq) est une actrice française. D'abord mannequin et chanteuse, elle a joué entre autres de la fin des années 1980 au milieu des années 1990 dans plusieurs films de Jean-Pierre Mocky, dont elle a été la compagne.

## Filmographie
- 1989 : Divine Enfant
- 1990 : Il gèle en enfer
- 1992 : Ville à vendre
- 1993 : Le Mari de Léon
- 1994 : Bonsoir